# Linthbrücke Rüti
Die Linthbrücke Rüti ist eine Steinbogenbrücke über die Linth im Strassendorf Rüti in der Gemeinde Glarus Süd im Schweizer Kanton Glarus.

## Konstruktion
Die Brücke von Rüti überspannt mit zwei abgeflachten Bögen und einem Mittelpfeiler die Linth.  Die Fahrbahn ist mit Würfelsteinen gepflastert. Das Bauwerk wurde wahrscheinlich in der zweiten Hälfte des 19. Jahrhunderts gebaut.

## Erhaltenswertes Objekt
Das Bauwerk ist ein Kulturgut von regionaler Bedeutung.  Die Doppelbogenbrücke ist die älteste erhaltene Brücke über die Linth.

## Nutzung
Die einspurige Strassenbrücke führt vom Schulhaus Rüti nach Holgand auf der linken Flussseite. Ein Wanderweg und der Spiele- und Erlebnisweg Glarnerland führen über die Brücke.